# كيسة كاذبة بنكرياسية
الكيسة الكاذبة البنكرياسية (بالإنجليزية: Pancreatic pseudocyst)‏ هي تجمع سائلي واضح الحدود غني بالأنزيمات البنكرياسية، الدم، والأنسجة الميتة، وعادة ما يوجد في الكيس الصغير للبطن. تكون الكيسة البنكرياسية الكاذبة عادة من اختلاطات التهاب البنكرياس، وهي تحدث غالباً عند الأطفال بعد الرضوض البطنية. تشكل الكيسات الكاذبة البنكرياسية حوالي 75٪من كل كتل البنكرياس.

## العلامات والأعراض
تشمل علامات وأعراض الكيسة الكاذبة البنكرياسية الألم البطني والانتفاخ والغثيان والقيء والقهم.

## الأسباب
قد تتشكل الكيسة الكاذبة البنكرياسية نتيجة مجموعة متنوعة من الأسباب، منها التهاب البنكرياس (المزمن)، أورام البنكرياس و/ أو رضوض البنكرياس.

## الفيزيولوجيا المرضية
تسمى الكيسات الكاذبة البنكرياسية بهذا الاسم لعدم وجود خلايا بطانية لجدار الكيسة. يكون جدار الكيسة عبارة عن أوعية وتليفات يفصلها عن النسيج البنكرياسي. يعتمد العلاج عادةً على الآلية التي تسببت في ظهور الكيسة الكاذبة. تحتاج الكيسة الكاذبة إلى ما يقارب 6 أسابيع حتى تتكون تماماً.

## التشخيص

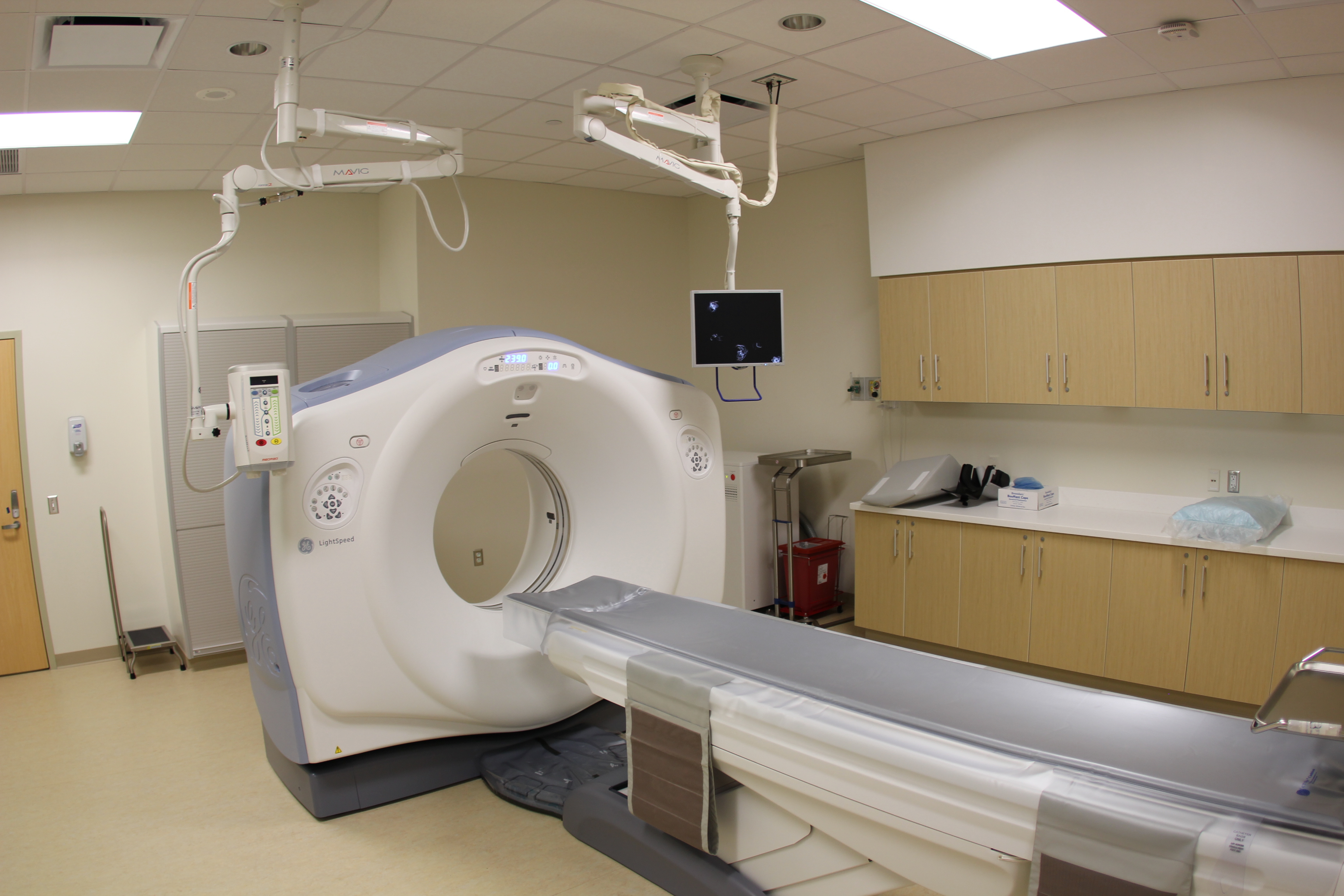
التصوير المقطعي المحوسب

يمكن أن يعتمد تشخيص الكيسة الكاذبة البنكرياس على تحليل سائل الكيسة إذ نعاير ما يلي:
- مستضد سرطاني مضغي (CEA) وCA-125 (يكون تركيزها منخفض في الكيسات الكاذبة ومرتفع في الأورام).
- لزوجة السائل (منخفضة في الكيسات الكاذبة ومرتفعة في الأورام).
- الأميلاز (عادة ما يكون مرتفعاً في الكيسات الكاذبة ومنخفض في الأورام).

يمكن تصوير الكيسات الكاذبة بما يلي:
- التصوير بالأمواج فوق الصوتية:[8] دور الأمواج فوق الصوتية في تصوير البنكرياس محدود بسبب طبيعة جسم المريض وخبرة الطبيب ولأن البنكرياس يقع خلف المعدة (وبالتالي فإن المعدة المليئة بالغاز ستحجب البنكرياس).
- التصوير المقطعي المحوسب:[9] هو المعيار الذهبي للتقييم الأولي والمتابعة.
- تصوير البنكرياس والأقنية الصفراوية بالرنين المغناطيسي (MRCP): لتحديد العلاقة بين الكيسة الكاذبة والأقنية البنكرياسية، ولا يستخدم عادة بشكل روتيني.[10]

## العلاج

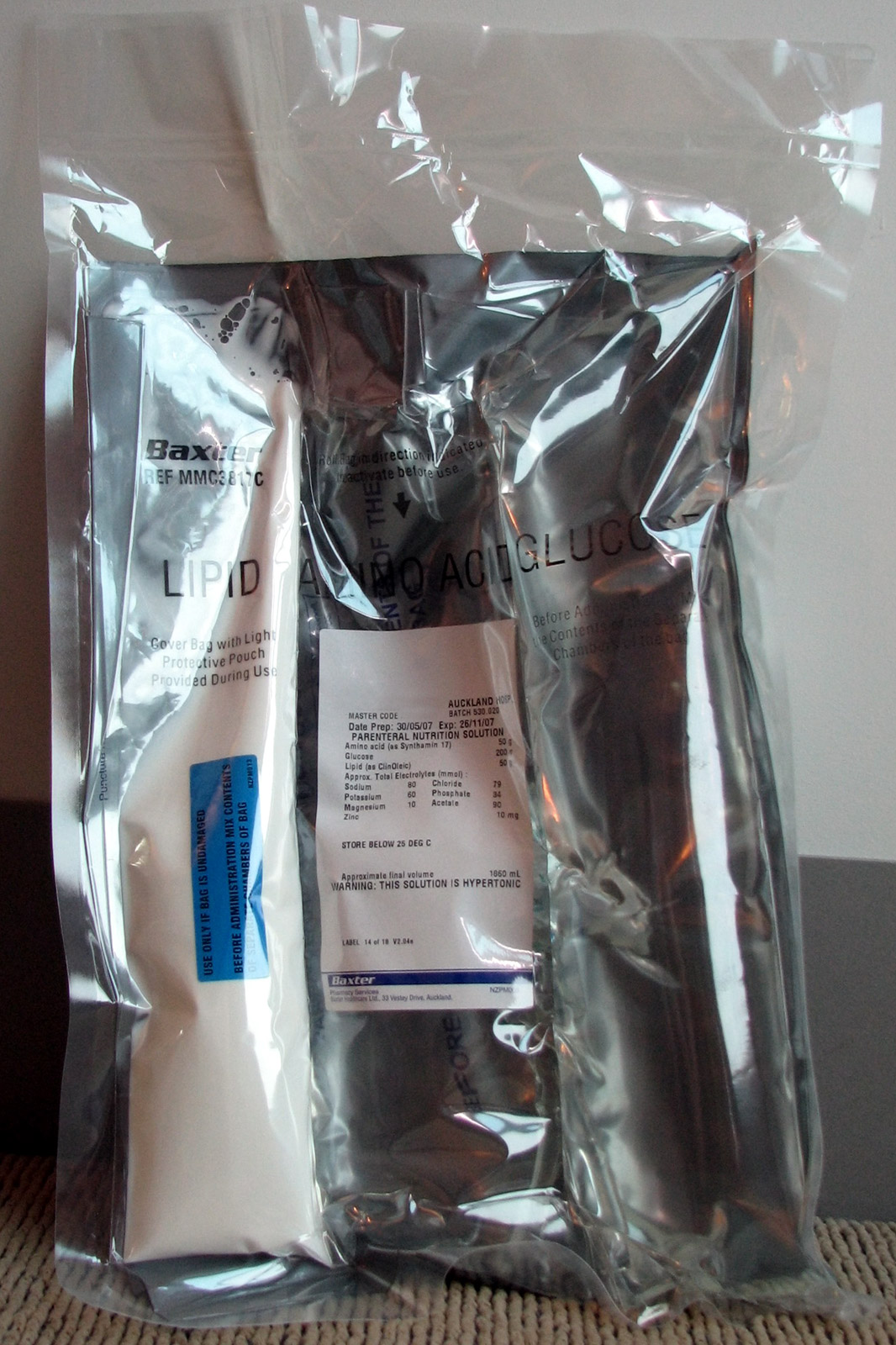
كيس التغذية الوريدية الشاملة

يهدف علاج الكيسة الكاذبة البنكرياسية إلى تجنب أي مضاعفات (تصاب حالة واحدة من كل 10 حالات بالعدوى). كما أنها تميل إلى التمزق، وقد وجد أن الكيسات الكبيرة لها احتمالية أكبر لتصبح عرضية، وقد تحتاج لجراحة. في حالة عدم وجود أي علامات للعدوى، قد يشمل العلاج الأولي علاج محافظ مثل إراحة الأمعاء (لا شيء عن طريق الفم) والتغذية الوريدية الشاملة (TPN) والمراقبة. إذا لم تتحسن الأعراض، فقد يكون النزح بالمنظار ضرورياً. يمكن معالجة أغلب الحالات بالتنظير الداخلي؛ ونادراً ما يكون التدخل الجراحي ضرورياً.
في حال الحاجة للجراحة يمكن إجراء ما يلي:
- مفاغرة كيسية معدية: في هذا الإجراء، يتم إنشاء وصلة بين الجدار الخلفي للمعدة والكيسة بحيث تنزح الكيسة في المعدة.[4]
- مفاغرة كيسية صائمية: في هذا الإجراء، يتم إنشاء وصلة بين الكيسة والأمعاء الدقيقة بحيث يصل سائل الكيسة مباشرة إلى الأمعاء الدقيقة.[13]
- مفاغرة كيسية عفجية: في هذا الإجراء، يتم إنشاء وصلة بين الاثني عشر (الجزء الأول من الأمعاء) والكيسة للسماح بتصريف محتوى الكيسة إلى الإثني عشر.[14]

يعتمد نوع الإجراء الجراحي على موقع الكيسة، بالنسبة للكيسات الكاذبة الواقعة في رأس البنكرياس، عادةً ما يتم إجراء مفاغرة كيسية عفجية.

## الاختلاطات
تشمل اختلاطات الكيسات الكاذبة البنكرياسية العدوى، النزيف، الانسداد، والتمزق. بالنسبة للانسداد، يمكن أن يسبب انضغاطاً في الجهاز الهضمي من المعدة إلى القولون، وانضغاط الجهاز البولي، الجهاز الصفراوي، والجهاز الشرياني الوريدي. 

### قراءة معمقة
- Beger، Hans G.؛ Buchler، Markus؛ Kozarek، Richard؛ Lerch، Markus؛ Neoptolemos، John P.؛ Warshaw، Andrew؛ Whitcomb، David؛ Shiratori، Keiko (26 يناير 2009). The Pancreas: An Integrated Textbook of Basic Science, Medicine, and Surgery. John Wiley & Sons. ISBN:9781444300130.
- Habashi، Samir؛ Draganov، Peter V (2009). "Pancreatic pseudocyst". World Journal of Gastroenterology. ج. 15 ع. 1: 38–47. DOI:10.3748/wjg.15.38. ISSN:1007-9327. PMID:19115466. {{استشهاد بدورية محكمة}}: الوسيط غير المعروف |PMCID= تم تجاهله يقترح استخدام |pmc= (مساعدة)صيانة الاستشهاد: دوي مجاني غير معلم (link)
- Braden، Barbara؛ Dietrich، Christoph F (2014). "Endoscopic ultrasonography-guided endoscopic treatment of pancreatic pseudocysts and walled-off necrosis: New technical developments". World Journal of Gastroenterology. ج. 20 ع. 43: 16191–6. DOI:10.3748/wjg.v20.i43.16191. ISSN:2219-2840. PMID:25473173. {{استشهاد بدورية محكمة}}: الوسيط غير المعروف |PMCID= تم تجاهله يقترح استخدام |pmc= (مساعدة)صيانة الاستشهاد: دوي مجاني غير معلم (link)